# Sanxian

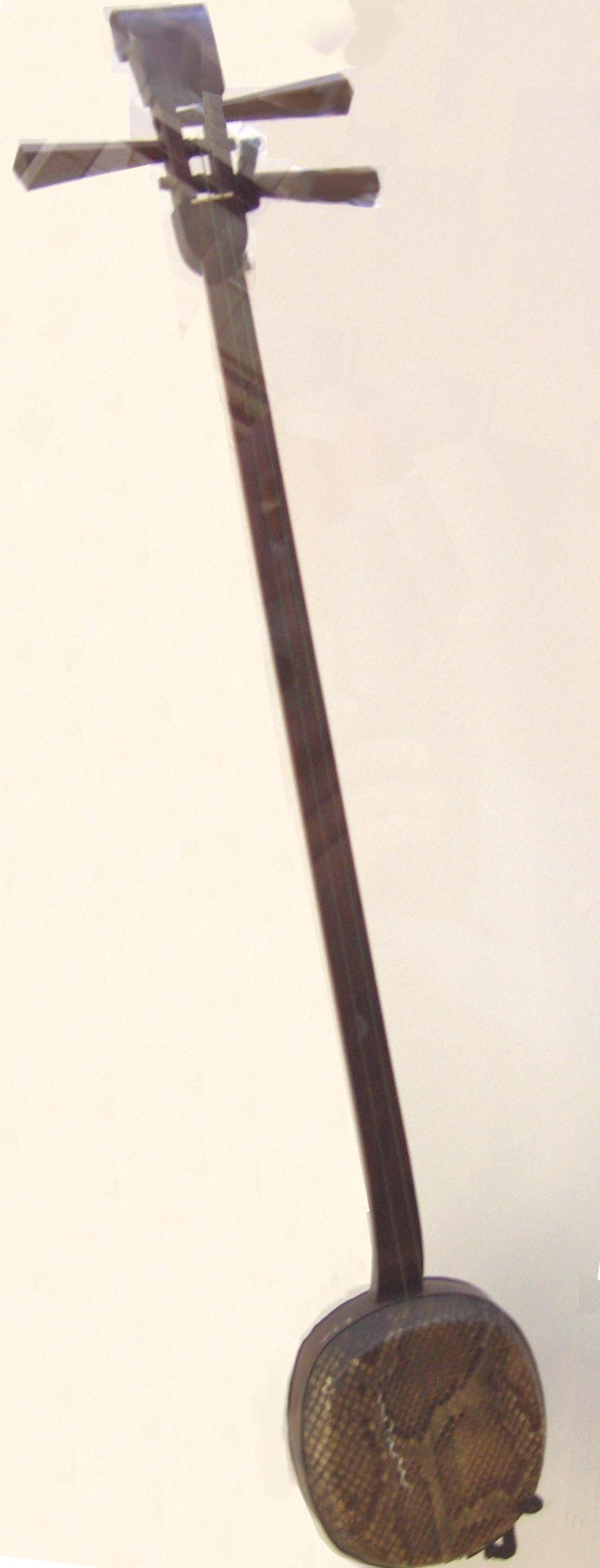
Sanxian aus der Qing-Zeit

Sanxian, auch san hsien (chinesisch 三弦, Pinyin sānxián, W.-G. san1-hsien2, Jyutping saam1jin4, Pe̍h-ōe-jī sam-hiân – „drei-Saiten“), umgangssprachlich xianzi („Saite“, mit Nominalsuffix bzw. Diminutiv zi-, 弦子 xiánzi), ist eine dreisaitige Langhalslaute, die in der chinesischen Musik gespielt wird.

## Bauform
Die sanxian ist eine aus turkestanischen Vorläufern entwickelte Spießlaute (eine Kastenspießlaute, deren Stiel durch den Zargenkorpus hindurchgeht) und besitzt ein langes, bundloses Griffbrett; der runde Resonanzkörper wird üblicherweise mit Schlangenhaut bespannt. Sie wird in verschiedenen Größen für unterschiedliche Zwecke hergestellt, seit Ende des 20. Jahrhunderts existiert auch eine viersaitige Version. Die sanxian des Nordens misst gewöhnlich etwa 122 cm, während es die südliche Variante nur auf etwa 95 cm bringt.

## Spielweise

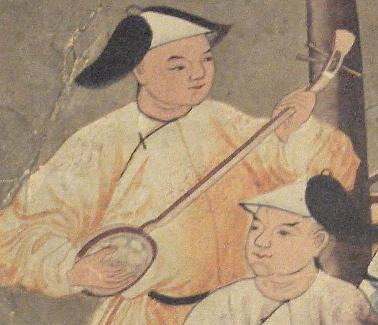
Sanxian-Spieler bei einer Beerdigungsprozession. Darstellung auf einer Tapete, um 1780

Das Instrument erzeugt einen trockenen, kräftigen Ton und verfügt über ein erhebliches Klangvolumen ähnlich dem Banjo. Bei den größeren Ausführungen reicht der Tonumfang über drei Oktaven. Im Allgemeinen werden die (aus Seide gefertigten) Saiten mit einem dünnen, harten Plektrum aus Tierhorn, heute auch aus Plastik, gezupft, seltener auch mit den Fingernägeln.
Hauptsächlich kommt die sanxian als Begleitinstrument sowohl in Orchestern als auch im kleineren Ensembles zum Einsatz; gleichwohl existieren aber auch Solostücke für sie. In kleiner Besetzung wird die sanxian mit einigen Trommeln zusammengespielt, darunter mit der Rahmentrommel bajiaogu in Nordchina in einem erzählenden Gesangsstil. In neuerer Zeit greifen auch Pop- und Rockmusiker gelegentlich auf die eigentlich der traditionellen chinesischen Musik zugehörige sanxian zurück; berühmt hierfür ist etwa der Sänger He Yong. Gleichwohl geht die Bedeutung der sanxian heute zurück und wird, insbesondere verglichen mit der pipa oder der guzheng nur noch von wenigen Studenten gelernt.
Aus der sanxian entwickelte sich zunächst die sanshin im historischen Ryukyu-Reich (heute Okinawa) und später die japanische shamisen, deren Resonanzkörper aber meist mit Hundefell oder Katzenfell statt Schlangenhaut bespannt ist.

Vergleich der verwandten Instrumente
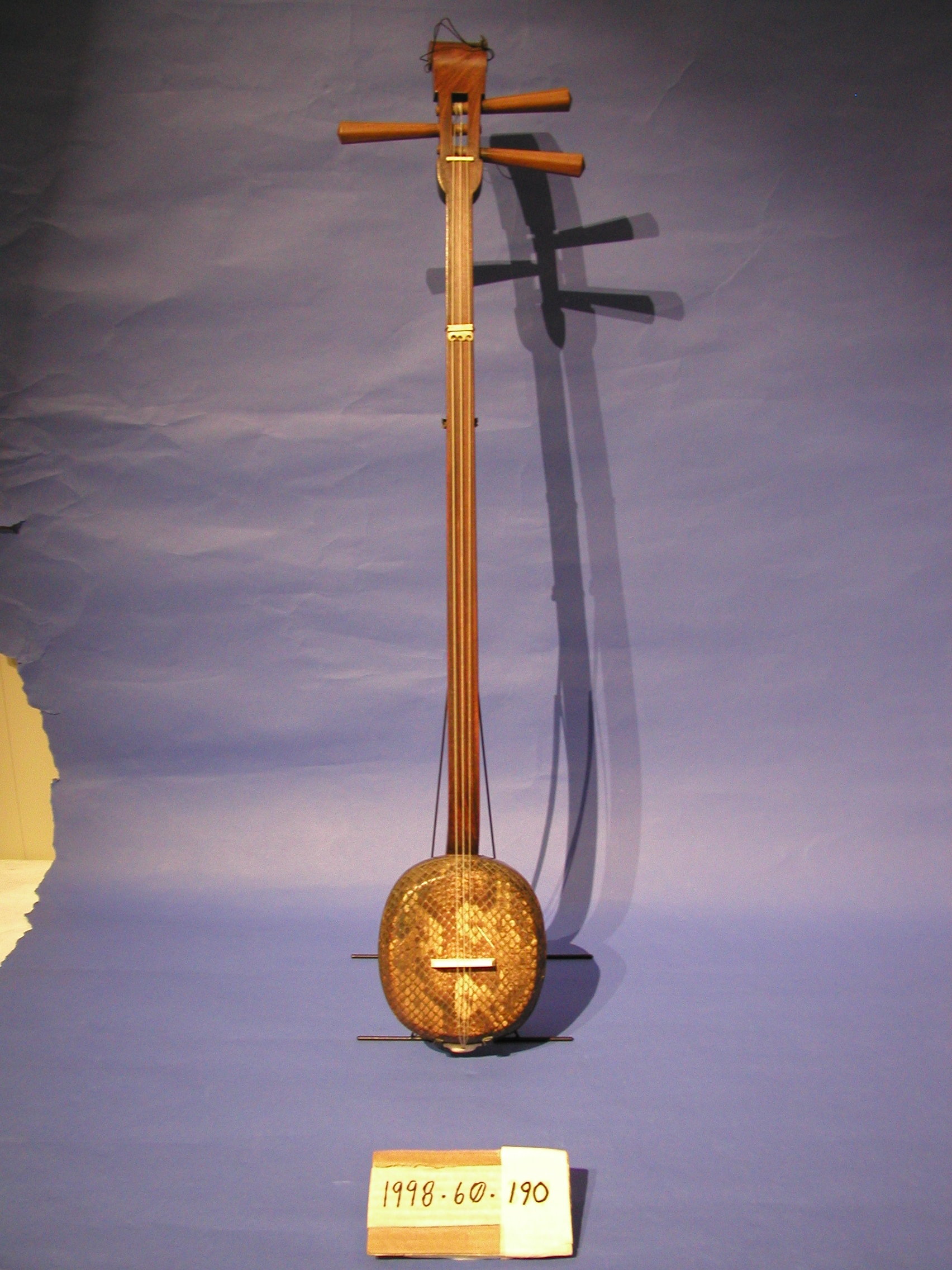
Chinesische sanxian (三弦)
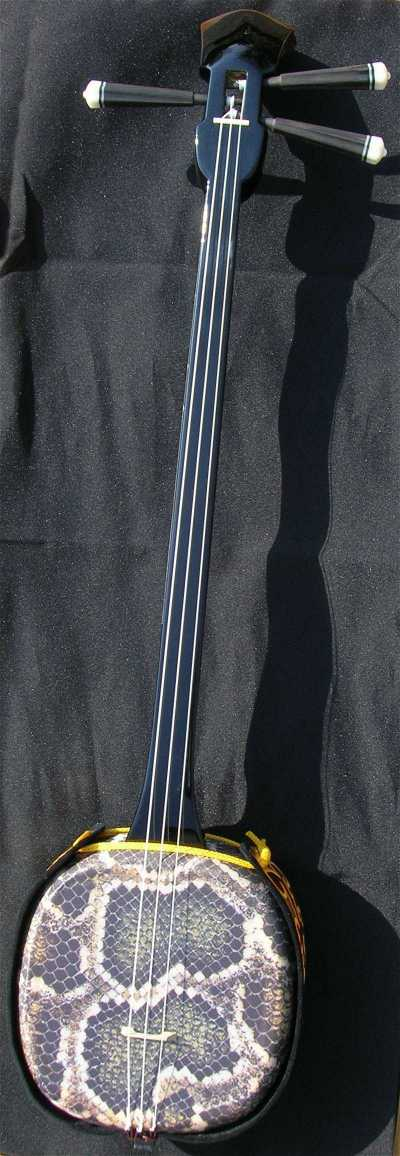
Okinawaische sanshin (三線)
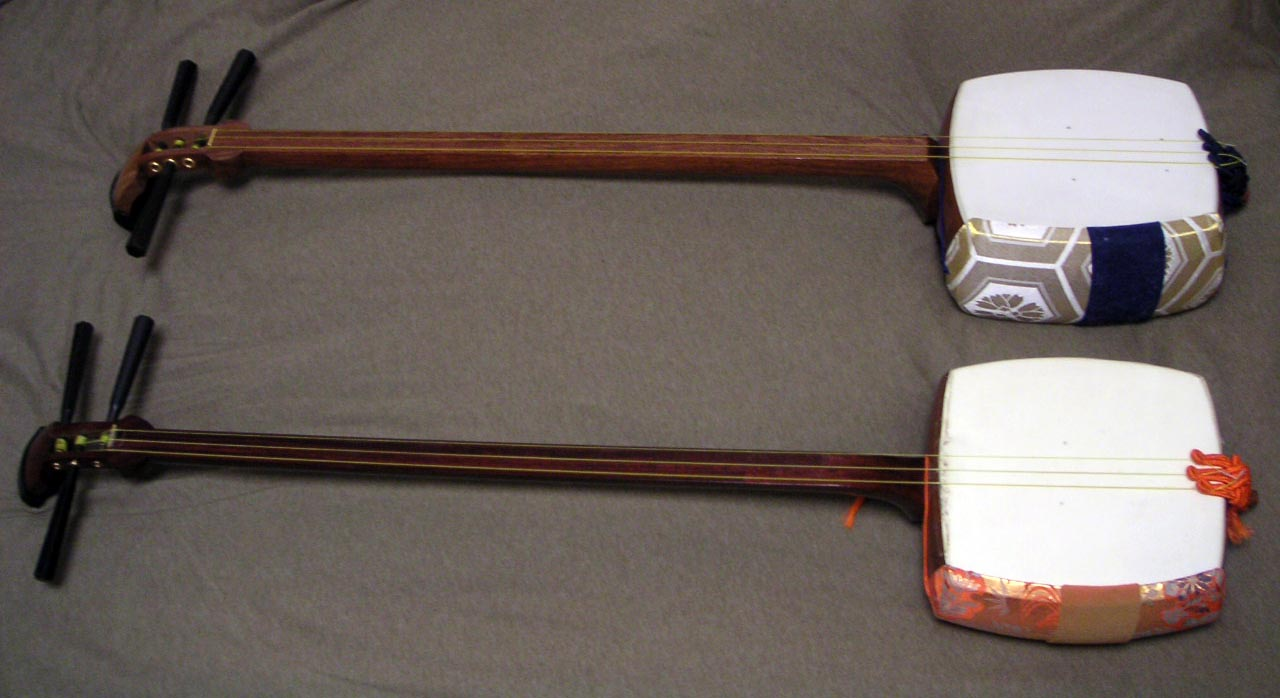
Japanische sanmisen (三味線)